# Port lotniczy Walvis Bay
Port lotniczy Walvis Bay – port lotniczy położony 15 km na wschód od centrum Walvis Bay. Jest jednym z największych portów lotniczych w Namibii. W 2006 obsłużył 63 555 pasażerów. Pod koniec marca 2009 padł tu rekord ciepła wynoszący 41,5 stopnia Celsjusza.

## Linie lotnicze i połączenia
| Linia lotnicza | Kierunek                    |
| -------------- | --------------------------- |
| Airlink        | 1. Kapsztad 2. Johannesburg |
| FlyNamibia     | 1. Kapsztad 2. Windhuk      |